# Hitozuma no Kuchibiru wa Kan Chuhai no Aji ga Shite
Hitozuma no Kuchibiru wa Kan Chuhai no Aji ga Shite (яп. 人妻の唇は缶チューハイの味がして Хитодзума но кутибиру ва кан тю:хай но адзи га ситэ, «Губы замужней женщины на вкус как тюхай в жестяной банке») — манга, написанная Тиндзяо Мусумэ и проиллюстрированная Тамой Ногами. Публикуется в сервисе цифровой манги YanMaga Web издательства Kodansha с февраля 2021 года и по состоянию на июль 2025 года её главы были скомпонованы в двадцать три цифровых тома. Студией Raiose манга адаптирована в формат аниме-сериала, премьера которого состоялась в июле 2025 года.

## Сюжет
В центре сюжета — двадцатидвухлетний студент Цуёси и его встречи с различными замужними женщинами, с которыми он проводит время за баночкой крепкого тюхая.

## Персонажи
Цуёси (яп. ツヨシ)
Сэйю: Такахидэ Исии (телеверсия); Мэн Кайдо (версия от Deregula)
Юй Корияма (яп. 郡山 結 Корияма Юй)
Сэйю: Сихо Кавараги (телеверсия); Мию Анно (версия от Deregula)
Ай Нацуно (яп. 夏野 藍 Нацуно Ай)
Сэйю: Мадока Асахина (телеверсия); Кокко Микадзуки (версия от Deregula)
Мики Кандзаки (яп. 神崎 美紀 Кандзаки Мики)
Сэйю: Юка Нукуи (телеверсия); Момоно Моги (версия от Deregula)
Тамами Миядзава (яп. 宮沢 多真魅 Миядзава Тамами)
Сэйю: Саки Косака (телеверсия); Цудзуми Кинута (версия от Deregula)
Нодзоми Кудзи (яп. 久慈 希美 Кудзи Нодзоми)
Сэйю: Юри Ямаока (телеверсия); Мицуко Хати (версия от Deregula)
Анастасия (яп. アナスタシア Анасутасиа)
Сэйю: Рико Акэти (телеверсия); Идзуко Акигурэ (версия от Deregula)
Симфис (яп. シムフィス Симуфису)
Сэйю: Михо Морисаки (телеверсия)
Сари Кирихара (яп. 桐原 紗莉 Кирихара Сари)
Сэйю: Каё Исида (телеверсия)

## Медиа

### Манга
Манга Hitozuma no Kuchibiru wa Kan Chuhai no Aji ga Shite, написанная Тиндзяо Мусумэ и проиллюстрированная Тамой Ногами, публикуется в сервисе цифровой манги YanMaga Web издательства Kodansha с 17 февраля 2021 года. Её главы издаются в двух форматах: цифровые тома и печатные танкобоны. На июль 2025 года главы были скомпонованы в двадцать три цифровых тома и три печатных танкобона. Первый танкобон поступил в продажу 19 июня 2024 года.

#### Список томов
| №  | Дата публикации                                | ISBN                   |
| -- | ---------------------------------------------- | ---------------------- |
| 01 | 6 июля 2021 г. (ЦИ) 19 июня 2024 г. (ПИ)       | ISBN 978-4-0653-5947-1 |
| 02 | 5 августа 2021 г. (ЦИ) 20 августа 2024 г. (ПИ) | ISBN 978-4-0653-6557-1 |
| 03 | 20 октября 2021 г. (ЦИ) 20 ноября 2024 г. (ПИ) | ISBN 978-4-0653-7753-6 |
| 04 | 20 декабря 2021 г. (ЦИ)                        |                        |
| 05 | 18 февраля 2022 г. (ЦИ)                        |                        |
| 06 | 20 апреля 2022 г. (ЦИ)                         |                        |
| 07 | 20 июня 2022 г. (ЦИ)                           |                        |
| 08 | 19 августа 2022 г. (ЦИ)                        |                        |
| 09 | 20 октября 2022 г. (ЦИ)                        |                        |
| 10 | 20 декабря 2022 г. (ЦИ)                        |                        |
| 11 | 20 февраля 2023 г. (ЦИ)                        |                        |
| 12 | 20 апреля 2023 г. (ЦИ)                         |                        |
| 13 | 20 июня 2023 г. (ЦИ)                           |                        |
| 14 | 20 сентября 2023 г. (ЦИ)                       |                        |
| 15 | 20 ноября 2023 г. (ЦИ)                         |                        |
| 16 | 20 февраля 2024 г. (ЦИ)                        |                        |
| 17 | 18 апреля 2024 г. (ЦИ)                         |                        |
| 18 | 19 июля 2024 г. (ЦИ)                           |                        |
| 19 | 19 сентября 2024 г. (ЦИ)                       |                        |
| 20 | 19 декабря 2024 г. (ЦИ)                        |                        |
| 21 | 19 февраля 2025 г. (ЦИ)                        |                        |
| 22 | 20 мая 2025 г. (ЦИ)                            |                        |
| 23 | 18 июля 2025 г. (ЦИ)                           |                        |

### Аниме
Об планах выпустить под лейблом Deregula корпорации WWWave Corporation аниме-адаптацию манги было объявлено 17 февраля 2025 года. 10 апреля стало известно, что адаптация будет выпущена в формате аниме-сериала. Его производством занялась студия Raiose, на должность режиссёра и сценариста был назначен Хадзимэ Кэйма, а дизайнером персонажей стала Ёрико Карэи. Премьера состоялась 2 июля 2025 года на телеканале Tokyo MX; с 1 июля в стриминговом сервисе AnimeFesta транслируется версия без цензуры и с расширенными сценами. Помимо AnimeFesta, показ аниме-сериала пройдёт в стриминговом сервисе OceanVeil. Открывающая музыкальная тема — «Can’t you high!?», исполненная певицей Удзухо. Аниме-сериал будет состоять из восьми серий. Дополнительная OVA-серия будет выпущена 26 ноября 2025 года в комплекте с BD- и DVD-изданиями сериала.

## Приём
К началу декабря 2024 года продажи манги составили более 1,2 миллиона копий.